# Schreineria cingulipes
Schreineria cingulipes är en stekelart som först beskrevs av Forster 1888.  Schreineria cingulipes ingår i släktet Schreineria och familjen brokparasitsteklar. Utöver nominatformen finns också underarten S. c. japonica.